# Aeroportul Regional Baracoa
Aeroportul Regional Baracoa (IATA: MGN, ICAO: SKMG) este un aeroport din Magangué⁠(d), Departamentul Bolívar, Columbia ce deservește zona Magangué⁠(d). Aeroportul a fost tranzitat în 2021 de 30 de pasageri.
Situat la o altitudine de 54 m, aeroportul dispune de o singură pistă.